# Teoderico de Sajonia
Teoderico o Teodorico (en alemán, Theoderic o Theodoric) fue el líder de los sajones en 743-744. La onomástica sugiere que estaba relacionado con la familia de Viduquindo.[cita requerida]
En 743 los mayordomos de palacio francos, los hermanos Pipino el Breve y Carlomán, marcharon contra Odilón de Baviera, que era nominalmente un súbdito franco. Carlomán entonces giró al norte hacia Sajonia, que había dejado de pagar el tributo anual de vacas que los francos habían exigido primero en el siglo VI, y conquistando el castrum de Ho(o)hseoburg forzó al duque sajón Teoderico a rendirse en un placitum (asamblea judicial pública) que se celebró en ese mismo lugar.
Los hermanos invadieron Sajonia de nuevo al año siguiente (744) y capturaron a Teoderico.